# Andrea Ratkovic
Andrea Ratkovic es una deportista estadounidense que compitió en duatlón. Ganó una medalla de bronce en el Campeonato Mundial de Duatlón de Larga Distancia de 2006.

## Palmarés internacional
| Campeonato Mundial | Campeonato Mundial     | Campeonato Mundial | Campeonato Mundial |
| Año                | Lugar                  | Medalla            | Prueba             |
| ------------------ | ---------------------- | ------------------ | ------------------ |
| 2006               | Fredericia (Dinamarca) | Medalla de bronce  | Individual         |